# Christopher Hugh Gotto
Christopher Hugh Gotto, britanski general, * 1888, † 1959.